# Карл Шаріцер
Карл Шаріцер (нім. Karl Scharizer/Scharitzer; 30 липня 1901 — 9 липня 1956, Відень) — партійний діяч, бригадефюрер СС (30 січня 1941).

## Біографія
Активний учасник нацистського руху в Австрії, в 1921 році вступив в австрійське відділення НСДАП (квиток № 81 656). З травня 1932 по серпень 1934 року — гауляйтер Зальцбурга. З вересня 1932 року — федеральний радник в австрійському уряді. 30 січня 1937 року вступив в СС (квиток № 279 370). У 1938 році обраний депутатом Рейхстагу. 4 листопада 1939 року призначений заступником гауляйтера Відня. У 1942 року значився в Особистому штабі рейхсфюрера СС, в 1944 році — в Головному управлінні раси і поселень. В кінці Другої світової війни командував частинами фольксштурму і потрапив у радянський полон. В 1955 році звільнений.

## Нагороди
- Почесний кут старих бійців
- Золотий партійний знак НСДАП
- Кільце «Мертва голова»
- Почесна шпага рейхсфюрера СС
- Золотий почесний знак Гітлер'югенду
- Медаль «У пам'ять 13 березня 1938 року»
- Медаль «За вислугу років у НСДАП» в бронзі та сріблі (15 років)
- Хрест Воєнних заслуг 2-го і 1-го класу